# Jaltomata dentata
Jaltomata dentata är en potatisväxtart som först beskrevs av Hipólito Ruiz López och Pavon, och fick sitt nu gällande namn av Benitez. Jaltomata dentata ingår i släktet jaltomator, och familjen potatisväxter. Inga underarter finns listade i Catalogue of Life.

## Bildgalleri

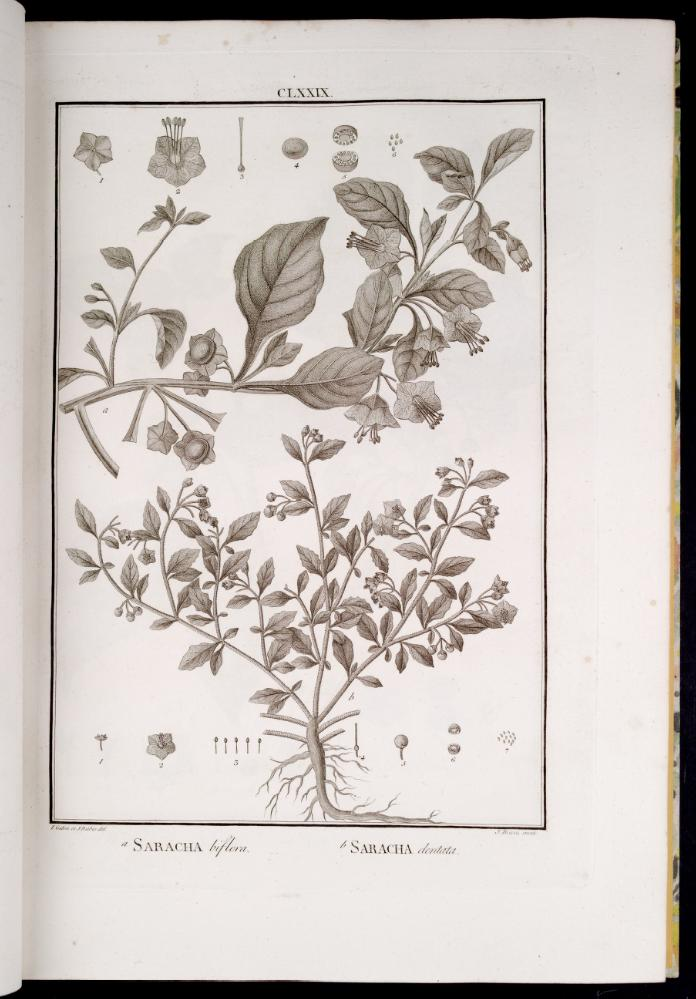